# Onosato Toshinobu
Onosato Toshinobu (japanisch オノサト・トシノブ, eigentlich 小野里利信; geb. 8. Juni 1912 in Iida (Präfektur Nagano); gest. 30. November 1986) war ein japanischer Künstler während der Shōwa-Zeit.

## Leben und Werk
Onosato Toshinobu wurde in Iida geboren, zog dann aber nach Kiryū in der Präfektur Gunma. Er begann 1931 ein Studium der Ingenieurwissenschaften, das er aber schon im selben Jahr wieder aufgab, um Maler zu werden. Es folgte ein Studium der Malerei im westlichen Stil bei Tsuda Seifū. 1935 beteiligte er sich mit weiteren Schülern Ishidas an der Gründung der „Gruppe Schwarze Westmalerei“ (黒色洋画協会, Kokushoku yōga kyōkai). 1937 folgte eine Beteiligung an der „Vereinigung freier Künstler“ (自由美術家協会; Jiyū bijutsuka kyōkai). Nach Ausbruch des Pazifikkriegs wurde Onosato 1942 eingezogen. Das Kriegsende erlebte er in der Mandschurei, es folgten drei Jahre Gefangenschaft.
Nach seiner Rückkehr 1948 ließ sich Onosato wieder in Kiryū nieder. 1949 wurde er Mitglied in der Vereinigung freier Künstler und 1955 Mitglied im „Art Club“. 1963 gewann er einen Preis bei der 7. Internationalen Kunstausstellung Japans im Städtischen Kunstmuseum Tokyo. 1964 und 1966 war er ein Vertreter Japans auf der Biennale di Venezia. Ab den 1970er Jahren verließ er kaum noch sein Atelier und malte ohne jede Bindung an eine Künstlervereinigung. 1978 veröffentlichte er „Flug zum Realen – Anthologie von Onosato Toshinobu“. 1988, zwei Jahre nach seinem Tod, erschien „Wege zur Abstraktion – Bildanthologie von Onosato Toshinobu“.
Onosatos Werk ist ornamental-abstrakt, wobei geometrisch strukturierte Farbmuster in warmen Farben im Mittelpunkt stehen.